# Prohypotyphla distans
Prohypotyphla distans är en tvåvingeart som beskrevs av Friedrich Georg Hendel 1934. Prohypotyphla distans ingår i släktet Prohypotyphla och familjen Pyrgotidae. Inga underarter finns listade i Catalogue of Life.